# 祇園囃子 (1953年の映画)
『祇園囃子』（ぎおんばやし）は、1953年に公開された溝口健二監督の日本映画作品。川口松太郎の小説が原作である。

## あらすじ
祇園の芸妓・美代春の屋形に、上七軒で芸妓をしていた母を亡くしたばかりの少女・栄子が舞妓志願に訪れる。栄子の父は美代春の昔からの馴染み客だったが、メリヤス問屋の商売が零落し、体調もすぐれずに細々とした日々を過ごしている。美代春の使いとして訪れた男衆に向かって、栄子の保証人にはならないと言う。しかし、栄子の熱意に負けた美代春は彼女を仕込む決心をした。
一年間の舞妓修行を経た栄子は美代栄として見世出しし、お茶屋の座敷で車両会社の専務・楠田に見初められる。美代春も楠田の取引先である役所の課長・神崎に好意を抱かれる。
美代春と美代栄を連れて上京した楠田は、美代春たちには内緒で神崎も呼び寄せていた。宿泊先の旅館で神崎の相手をするように頼まれた美代春は困惑しながらも神崎と対面する。いっぽう、美代栄は強引に迫る楠田を拒みながら大怪我を負わせてしまう。この事件で美代春と美代栄はお茶屋への出入りを止められ、屋形で侘びしい日々を送ることになる。
しばらくして、お君から神崎の座敷に来るようにとの連絡が届く。従えば、美代栄の事件のことは許すという。戸惑いながらも行く決心をする美代春。一夜明けて屋形に戻った美代春をなじる美代栄。世代も考え方も違うふたりの心がぶつかり合ったのち、いっそう堅い絆で結ばれていく。

## キャスト

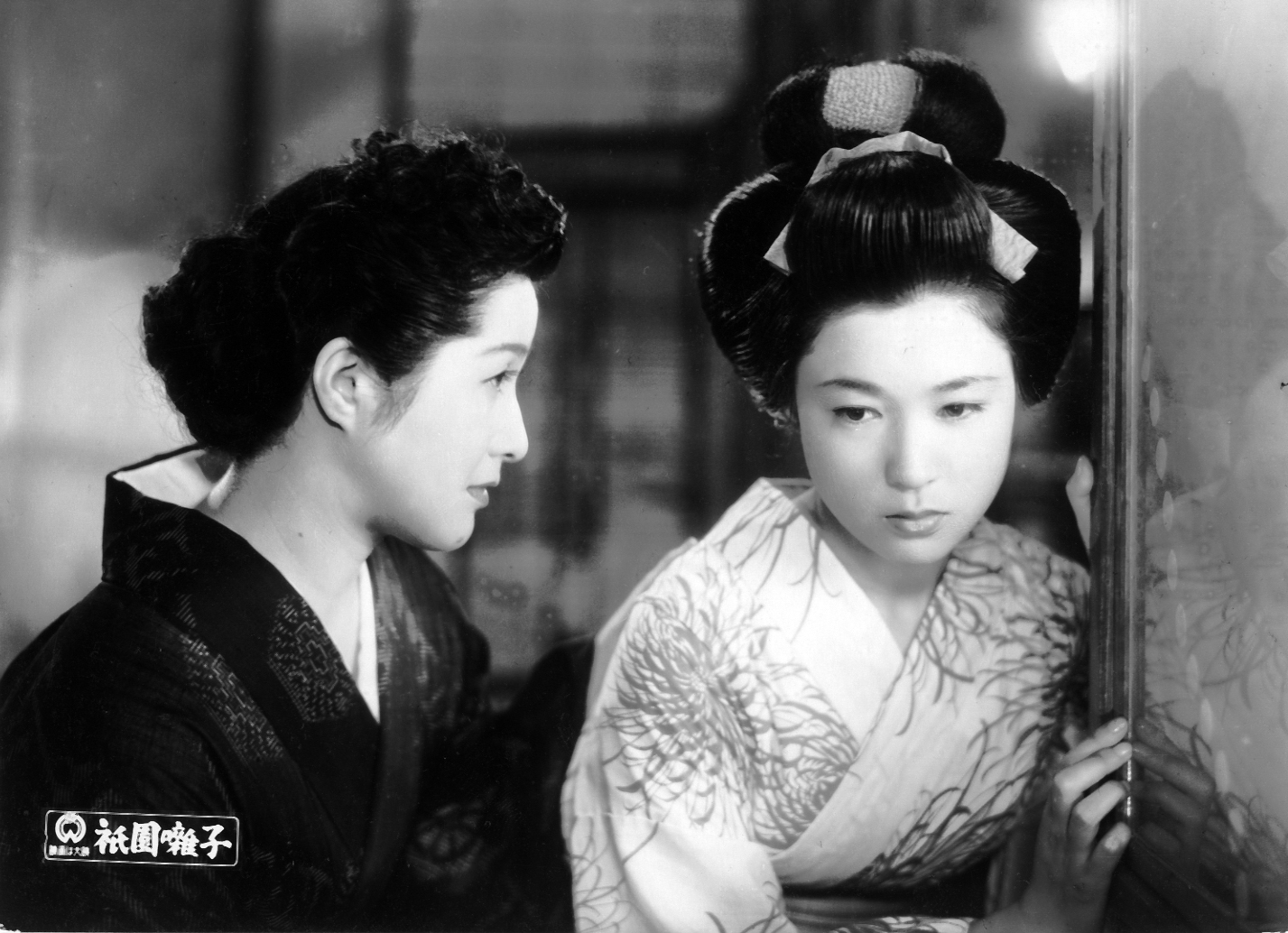
木暮実千代(左)と若尾文子(右)

- 木暮実千代：美代春（芸妓）
- 若尾文子：栄子（舞妓・美代栄）
- 進藤英太郎：沢本（栄子の父）
- 河津清三郎：楠田（車両会社の専務）
- 菅井一郎：佐伯（楠田の部下）
- 田中春男：小川（美代春の馴染み客）
- 小柴幹治：神崎（役所の課長）
- 浪花千栄子：お君（お茶屋の女将）
- 志賀迺家弁慶：助次郎（男衆）
- 石原須磨男：幸吉（男衆）
- 伊達三郎：今西（お茶屋の客）
- 毛利菊枝：女紅場の教師
- 大美輝子 : 八重
- 橘公子：菊春
- 三田登喜子：舞妓

## スタッフ
- 監督：溝口健二
- 脚本：依田義賢
- 原作：川口松太郎[1][2]
- 音楽：斎藤一郎[1][2]
- 撮影：宮川一夫
- 録音：大谷巌[1][2]
- 美術：小池一美[1][2]
- 照明：岡本健一[1][2]
- 助監督：弘津三男[1][6]

## 受賞
- 1953年 第4回ブルーリボン賞
  - 助演男優賞（進藤英太郎）
  - 助演女優賞（浪花千栄子）
- 1953年 第27回キネマ旬報ベスト・テン第9位

## テレビドラマ
本作を原作とするテレビドラマが、1963年3月21日と同年3月28日の2回に渡って、日本テレビ系列の『武田ロマン劇場』（武田薬品工業一社提供。木曜20:45 - 21:30）で放送された。制作は読売テレビ。出演者は高千穂ひづる、北條きく子、徳大寺伸、江田嶋隆、中村雅子、藤尾純。
| 日本テレビ系列 武田ロマン劇場 | 日本テレビ系列 武田ロマン劇場 | 日本テレビ系列 武田ロマン劇場 |
| 前番組                        | 番組名                        | 次番組                        |
| ----------------------------- | ----------------------------- | ----------------------------- |
| 蛍の光                        | 祇園囃子 （ドラマ版）         | 春来る銀座                    |